# 分裂 (企業等)
分裂（ぶんれつ）とは、企業・団体等が運営方針・後継者争い・労働争議等により敵対的に独立することである。

## 分裂の例
分裂前の商号・屋号・組織名に似た名称を使用することが多いが、分裂前とは全く異なる名称を使用することもある。
独立後も敵対的な場合が多い。
- トロイ（大阪）→東京トロイ（東京）
- サクマ製菓→佐久間製菓（現在は廃業）
- 一澤帆布工業（相続裁判の結果により、社長が先代の三男→長男→三男夫人）→一澤信三郎帆布（三男）、帆布カバン・喜一澤（四男）（すべて京都府京都市東山区）
- 東宝→新東宝（後に倒産、事業は東宝や東京放送（旧TBS）を中心として設立した国際放映が継承、のちにアニメ制作部門プロデューサーの藤岡豊らによって東京ムービー新社を設立）→大蔵映画/新東宝映画
- 孔官堂→日本香堂（旧・東京孔官堂）
- ほっかほっか亭→ほっともっと（フランチャイズ最大手のプレナスが離脱、新店舗名を発表）
- 新日本プロレス→UWF、ジャパンプロレス、猪木事務所（現猪木ゲノム事務所）ほか
- 全日本プロレス→プロレスリング・ノア
- 日本社会党（1996年に社会民主党となる）→新社会党、旧民主党（のち民主党を経て立憲民主党に至る）
- 自由党（小沢自由党。のちに現民主党に合流、小沢グループとなる）→ 保守党
- 世界真光文明教団→崇教真光
- 山口組→神戸山口組→絆會
- 東方神起→JYJ
- 飛行機研究所（後の中島飛行機→富士重工業→SUBARU）→ 川西機械製作所（後の川西航空機→新明和工業）
- カレーのチャンピオン→カレーハウス・ターバン
- エバー航空→スターラックス航空
- ぼてぢゅう（後の大阪ぼてぢゅう）→ぼてぢゅう総本家（ぼてぢゅうグループののれん分け元、現在は廃業）
- 洋菓子のヒロタ→大阪ヒロタ（現在は廃業）
- 自由軒→せんば自由軒
- キタムラ→K2
- 青林堂→青林工藝舎
- エニックス→マッグガーデン、一賽舎（後の一迅社）
- アール・エフ・ラジオ日本→月刊日本
- 月刊WiLL→月刊Hanada
- 極真会館→極真系諸団体（極真会館#分裂騒動参照）
- ダスラー兄弟商会（後のアディダス）→ルーダ（後のプーマ）
- 宏池会→有隣会、志公会
- 国鉄労働組合→鉄道労働組合・日本鉄道産業労働組合総連合（民営化後に両者が合併して日本鉄道労働組合連合会となる）
- 国鉄動力車労働組合→全国鉄動力車労働組合、国鉄千葉動力車労働組合、鉄道産業労働組合
- 東日本旅客鉄道労働組合→JR東労働組合、日本輸送サービス労働組合
- JR東海労働組合→JRセントラル労働組合
- 落語協会→落語三遊協会（五代目円楽一門会への参加者以外は後に落語協会へ復帰）、落語立川流
- 全逓信労働組合→郵政産業労働組合・郵政労働者ユニオン（後に両者が合併して郵政産業労働者ユニオンとなる）
- 全国電気通信労働組合→通信産業労働組合
- 横浜フリューゲルス→横浜スポーツ&カルチャークラブ

### 分裂後に再統合した例
- 山口組→一和会
- 角川書店（現・KADOKAWA）→メディアワークス
- 全逓信労働組合→全日本郵政労働組合（後に両者が合併して日本郵政グループ労働組合となる）